# Thelotrema hiatum
Thelotrema hiatum är en lavart som beskrevs av Hale 1978. Thelotrema hiatum ingår i släktet Thelotrema och familjen Thelotremataceae.   Inga underarter finns listade i Catalogue of Life.